# Rugosophysis lumawigorum
Rugosophysis lumawigorum là một loài bọ cánh cứng trong họ Cerambycidae.